# Эффект Зелигера
Эффект Зелигера (оппозиционный эффект, оппозиционный скачок или скачок противостояния) — эффект резкого увеличения яркости твёрдой шероховатой поверхности тела, если источник его освещения расположен точно за наблюдателем. Среди небесных тел данный эффект наблюдается только у объектов без атмосферы.

## История
Впервые обнаружен Хуго фон Зелигером в 1887 году у системы колец Сатурна. Он предложил объяснение, что причиной служит так называемое скрытие тени: поры и углубления на поверхности, находящиеся в тени при отражении лучей от источника под некоторым углом, при малой величине этого угла (то есть при расположении наблюдателя точно на линии между источником и освещаемым им телом) оказываются освещены полностью. Для колец Сатурна отражение при этом происходит от составляющих их частиц.
В 1956 году Том Герельс впервые использовал термин «оппозиционный эффект» для описания этого явления, отмеченного им при изучении кривой блеска для астероида, вкладывая в него тот смысл, что Солнце находится в противостоянии (англ. opposition) с наблюдаемым объектом. Позднее в 1964 году Герельс получил свидетельства резкого увеличения яркости и для Луны при наблюдении её под фазовым углом менее 5 градусов.
В 1966 году Брюс Хапке первоначально, как и Зелигер, объяснял скачок яркости при малых углах скрытием тени, однако позднее высказал предположение, что эффект скорее связан с механизмом когерентного обратного рассеяния. Последний предполагает усиление потока отражённого света при малых углах, в случае если размер отражающих частиц поверхности сравним с длиной волны света, а расстояние между ними больше неё: тогда яркость увеличивается за счёт когерентного наложения отражённого и излучённого света. В 1998 Хапке пришёл к выводу, что оба этих механизма дают примерно одинаковый вклад.